# 美國參議院圖書館
美國參議院圖書館是美國參議院的官方圖書館。圖書館於1792年自行開張，1871年正式成立，目前藏書約22萬冊。
圖書館由美國參議院圖書館館長經營，參議院秘書處監管。Meghan Dunn自2022年起擔任館長。圖書館位於羅素參議院辦公大樓內SR-B15室，其網站和型錄僅對院內人員開放。

## 歷史
參議院圖書館創自第2屆美國國會（1791年-1792年）。當屆國會議決令秘書長“取得各州法律並存放於其辦公室”以供參議員之用。在正式成立之前數年，圖書館曾兩遭回祿。第一次是1814年的華盛頓大火，時當英軍於1812年戰爭中襲擊華盛頓特區，洗劫國會山莊。
為求更新館藏，湯瑪斯·傑佛遜願就國會出得起的任何價錢轉移自家私人藏書，且接受分期付款。來自傑佛遜的6,487卷冊成了國會圖書館新館藏的重心。第二次火災則發生於1851年，館藏燒到剩2萬冊。國會圖書館藏書受損促發參議院為存放院內記錄而劃出國會大廈內部空間充作參議院圖書館。參議院決定採購並安裝鋼製書架替換木質書架，以防火被覆預防館藏再度受損。
由秘書長所監管的早期館藏包括參議院法案、決議案、委員會報告、及其他文件等等的印刷品。參議院首席書記William Hickey（1855-1866）自1824年以來就持續為參議院的每份文件收藏十份複本。隨著館藏逐漸累積，Hickey遊說著建立圖書館來管理和保存所有這些文件以供參議院使用。雖經多次嘗試，但參議院直到1870年2月11日才劃出國會圖書館內三個房間（S-331、S-332和S-333）為參議院圖書館。
1871年，George S. Wagner被委任為參議院圖書館首任館長。Wagner的任務是將Hickey的收藏系統化，使之易於查閱和保存（許多的資料處於易損的狀況下）。到了1890年，藏書已逾98,000冊，超出圖書館當時空間所能容納。許多珍本和善本被擺進地下室，條件惡劣。這個糟糕的儲物間裡收存的東西裡還有經喬治·華盛頓簽署過的。1902年，圖書館撥款建造鋼質儲物架。新的收納空間是參議院閣樓（S-410和S-419）。
1999年，參議院圖書館自國會大廈搬遷至羅素參議院辦公大樓，現址位於SR-B15。

## 使命、實物、和服務
圖書館服務對象為在任和前任的參議員、委員會和議員轄下的工作人員、參院領袖以及院內官員。參議院圖書館的使命日新月異，其重點已從收貯參議院文件轉變為提供立法、歷史、法律、商業、和一般性的參考資料。參議院圖書館履行其使命是準確、迅速、和超越黨派的。
數十萬冊館藏的範疇含括歷史、地理、傳記、政治、和法律，還有些資料可追溯到19世紀初。許多書籍都帶有作者或之前所有者的親簽。館方也收受含有15,000餘份1817年迄今之國會報告與文件的美國國會系列出版集，且於1975年新增立法狀態資料庫。調取該項服務的次數在尖峰時可達每年80,000次。如今，該圖書館每日服務人次相當於1964年時一整個月的光顧人數，近乎一年60,000次的查詢。這主要須歸功於參議院工作人員自1964年的2,000人一路增員至今天的7,000多。
參議院圖書館備有閱覽室、自習用小隔間、電腦、以及掃描與微縮膠片中心。館藏縮微膠片逾百萬，膠卷六千餘卷。圖書館全年提供導覽服務，並可應要求提供個人化導覽。館方每天兩次送達各辦公室索求的資料。
圖書館有22名經授權的工作人員，包括館長和13名其他專業人員。

## 註解
- Faust, L. UNUM: Newsletter of the Office of the Secretary of the Senate, January/February 1999, Vol 3, Issue 1.
- United States Senate Library, S. Pub. 109-21.

38°53′34″N 77°00′25″W / 38.8928°N 77.0069°W